# Diplotomodon
Diplotomodon („dvojitě bodavý zub“) je pochybný rod teropodního dinosaura patrně z nadčeledi Tyrannosauroidea, žijícího v období pozdní svrchní křídy (geologický věk maastricht, asi před 70 až 66 miliony let) na východním území Severní Ameriky (stát New Jersey).

## Historie
Typový exemplář má podobu jediného izolovaného zubu (katalogové označení ANSP 9680), objeveného v sedimentech souvrství Navesink nebo Hornerstown v blízkosti obce Mulica Hill na území New Jersey. Fosilii popsal roku 1865 paleontolog Joseph Leidy pod jménem Tomodon horrificus ("strašlivý bodavý zub"), přičemž předpokládal, že se jedná o fosilii dravého mořského plaza ze skupiny plesiosaurů. Protože se ukázalo, že rodové jméno Tomodon bylo již dříve použito k pojmenování jistého jihoamerického hada, změnil Leidy roku 1868 jméno na Diplotomodon (považoval jej však tentokrát za zub jakési ryby). V roce 1870 konstatoval paleontolog Edward Drinker Cope, že se nejedná o zub plesiosaura, ale masožravého dinosaura (teropoda). O dalších 120 let později označil Ralph Molnar zub za pravděpodobný pozůstatek tyranosauroida rodu Dryptosaurus. Dnes je tento taxon obecně považován za pochybné vědecké jméno (nomen dubium) a pravděpodobně se jednalo o zub jakéhosi tyranosauroida.